# Грузское (Катериновская сельская община)
Грузско́е (укр. Грузьке́) — село в Катериновской сельской общине Кропивницкого района Кировоградской области Украины.
Население по переписи 2001 года составляло 1295 человек. Почтовый индекс — 27632. Телефонный код — 522. Код КОАТУУ — 3522582801.